# Дереволаз білосмугий
Дереволаз білосмугий (Lepidocolaptes leucogaster) — вид горобцеподібних птахів родини горнерових (Furnariidae). Ендемік Мексики.

## Опис
Довжина птаха становить 21,5-23,5 см, вага 30-40 г. Верхня частина тіла переважно бура, голова і нижня частина тіла чорнуваті, сильно поцятковані білими смугами, голова і обличчя білі. Дзьоб тонкий, вигнутий.

## Підвиди
Виділяють два підвиди:
- L. l. umbrosus Pinto, 1939 — північно-західна Мексика (від східної і південно-східної Сонори і південно-західного Чіуауа на південь до Дуранго, Наярита і північного Халіско);
- L. l. leucogaster (Lichtenstein, MHK, 1820) — західна і південна Мексика (від Халіско, західного Сакатекаса і Сан-Луїс-Потосі до Оахаки, а також від Веракрусу до південного сходу Оахаки).

## Поширення і екологія
Білосмугі дереволази живуть у вологих гірських і рівнинних тропічних лісах, а також в сухих тропічних лісах, зокрема в дібровах Quercus. Зустрічаються на висоті від 900 до 3600 м над рівнем моря.